# Läsning för folket
Läsning för folket (från 1899 Läsning för svenska folket), var en kvartalstidskrift utgiven 1835–1924 av Sällskapet för nyttiga kunskapers spridande. Tidskriften innehöll populärvetenskap, praktiska råd för landsbygdsbefolkningen samt dikter och berättelser. Vetenskapsmän som Jöns Jacob Berzelius och Anders Retzius, diktare som Fredrika Bremer, Frans Michael Franzén och Johan Olof Wallin medverkade i tidskriften under dess första år. Tidskriften kom ut i 10 000 exemplar under de första åren, vilket var en för tiden stor upplaga. 

## Sällskapet för nyttiga kunskapers spridande
Sällskapet för nyttiga kunskapers spridande grundades 1833 efter engelsk förebild (Society for the Diffusion of Useful Knowledge(en)) och utgav även tidskrifterna Land och folk (1873–1879) och Ur folkens häfder (1874–1879). Ordförande var statsrådet Gabriel Poppius (1833–1856), generallöjtnanten friherre Fabian Wrede (1856–1883), riksarkivarien Carl Gustaf Malmström (1883–1892), presidenten Hans Forssell (1892–1901), generaldirektör A. Anderson (1901–1917) och riksbibliotekarien Erik Wilhelm Dahlgren (1917–1924) och generaldirektör Bengt J:son Bergqvist (från 1924). En förteckning över medlemmarna finns som bihang till årgång 1912. Föreningen ombildades 1926 till en stiftelse med mer begränsad uppgift.